# Abedalá ibne Omar
Abedalá ou Abedulá ibne Omar ibne Alcatabe (em árabe: عبدالله بن عمر بن الخطاب; romaniz.: Abd Allāh ibn ʿUmar ibn al-Khaṭṭāb; c. 614 — 693) foi um Sahaba (companheiro de Maomé) que foi uma proeminente autoridade no hádice (corpo de leis, lendas e histórias sobre a vida de Maomé) e em direito islâmico. Foi um dos oponentes mais tenazes da Cadar ("predestinação"). Era filho do segundo califa, Omar (r. 634–644) e da esposa deste, Zaibane binte Madune (Zaynab bint Madh'uwn), irmã de Otomão ibne Madune (Uthman bin Madh'uwn). Uma das suas irmãs, Háfesa binte Omar foi esposa de Maomé.[carece de fontes?]

## Biografia
Antes de converter-se ao Islão, o pai de Abedalá teve três esposas, mas quando se tornou muçulmano, só Zainabe se juntou ao marido na sua nova fé. Abedalá também se converteu quando era muito jovem, mas não lhe foi permitido juntar-se a Maomé em batalha antes dos quinze anos. A primeira que entrou em combate foi na batalha da Trincheira, travada em 627 contra as tropas de Abu Sufiane ibne Harbe.[carece de fontes?]
O seu filho Salim ibne Abedalá conta que Maomé disse a Omar que «Abedalá seria um homem bom se rezasse as orações tahajjud (orações da noite)» e que depois disso Abedalá passou a só dormir por pequenos períodos durante a noite. Quando Maomé morreu em 632, Abedalá tinha 18 anos.
Após Haçane ibne Ali ter abdicado do posto de califa a favor de Moáuia ibne Abi Sufiane em 661, ibne Omar envolveu-se na Primeira Fitna (guerra civil muçulmana) ao lado de Moáuia. Durante a Segunda Fitna, que rebentou após à morte de Moáuia em 680, ibne Omar, Abedalá ibne Zobair e Abedalá ibne Abas, aconselharam Huceine ibne Ali a fazer de Meca a sua base e dali combater o seu rival pela liderança do califado, Iázide I, mas Huceine preferiu ir para Cufa.